# Walter Möhring
Walter Möhring (* 29. Mai 1900 in Kassel; † 10. September 1964 in Köln) war  ein deutscher Landrat.

## Leben und Wirken
Nach dem Besuch des Humanistischen Gymnasiums machte Walter Möhring im Juni 1917 das Kriegsabitur und leistete von Oktober 1917 bis Kriegsende Dienst bei der Marine. Nach kurzer Beschäftigung beim Grenzschutz-Ost studierte er in Marburg und Göttingen Rechtswissenschaften und erhielt am 21. Juli 1924 eine Anstellung als Gerichtsreferendar beim Landgericht Kassel.
Am 19. Dezember 1925 wechselte er als Regierungsreferendar zur Bezirksregierung Kassel. Am 23. Juni 1928 zum Regierungsassessor ernannt, wurde er an das Landratsamt Greifenhagen versetzt. Nach Stationen in den Landratsämtern Beckum und Calau war er 1935 als Regierungsrat beim Oberpräsidium Stettin tätig. 
Möhring war zum 1. Mai 1933 der NSDAP beigetreten (Mitgliedsnummer 2.483.607) und war Kreisamtsleiter für Kommunalpolitik. Am 30. Oktober 1936 erhielt er den Auftrag zur vertretungsweisen Verwaltung des Landratsamtes Soest. Am 7. April 1937 zunächst kommissarisch, wurde Möhring am 30. Juli 1937 definitiv Landrat des Kreises Soest und blieb bis Kriegsende 1945 in diesem Amt. Für ein halbes Jahr war er von Oktober 1938 bis Mai 1939 als Bezirkshauptmann nach Sternberg abgeordnet und von Mai 1940 bis September 1944 bei der Militärverwaltung Belgien-Nordfrankreich eingesetzt. Nach dem Krieg war er Referent bei der Bundesausgleichsstelle des Bundesministeriums des Innern in Köln und wurde im  März 1956 Oberregierungsrat.